# Стооки плавац
Стооки плавац (лат. Plebejus argus) врста је лептира из породице плаваца која насељава палеоарктичку зону.

## Изглед
Крила су им сребрно-плаве металик боје са доње стране, док су са горње стране светлоплаве боје са црним оквиром и карактеристичним белим ресама. На крилима постоји и низ неупадљивих црних тачака дуж доње ивице. Женке су тамнобраон боје са наранџастим ивицама. На неким деловима женке имају и плаву боју, али никада толико јарку као мужјаци и увек имају наранџасте мрље. Са доње стране су класичне плаве боје. При врху је боја сребрно сива обливена плавом бојом код мужјака, а браон код женки. Постоји велики број црних тачака уоквирених белом бојом и ред наранџастих тачака на ивицама крила. Поред тих наранџастих налазе се и сребрне тачке које су видљиве. Често се ова врста меша са обичним плавцем, али је она у поређењу са обичним плавцем много мања, а мушки примерци стооког плавца су тамније плаве нијансе. Обичан плавац такође има додатни црни део са доње стране крила. 

## Распрострањење и станиште
Стооки плавац је распрострањен у Европи, Турској, средњој Азији и северним деловима Кине, до Јапана. Ксеротермофилна је врста, а јавља се у две генерације годишње, од маја до августа.

## Подврсте
- Скандинавија
- (1775)
- (1910), Карпати
- (1936), Јужна Европа, Казахстан, Тјан-Шан
- (1844), Мала Азија, Курдистан, Левант, Кавказ, Јерменија
- (1936), Урал и западни Сибир
- (1931), Амур
- (1936), Тјан-Шан
- , 1909, Кореја
- (1878), Јапан
- , 1966, Шпанија
- (1902), Шпанија
- (1909), Шпанија
- , 1907, Северозападна Шпанија
- (1931), Француски Алпи, 1.700-2.000m, Француска
- , 1943, Кореја
- , 1909, Северозападна Шпанија
- (1936), Мала Азија

## Галерија
- Јаје
- Музејски примерци
- Женка